# سلومة أبو حجازي (عزبة)
عزبة سلومة أبوحجازي قرية تابعة لمركز السادات في محافظة المنوفية في جمهورية مصر العربية.